# Вырезка (мясо)

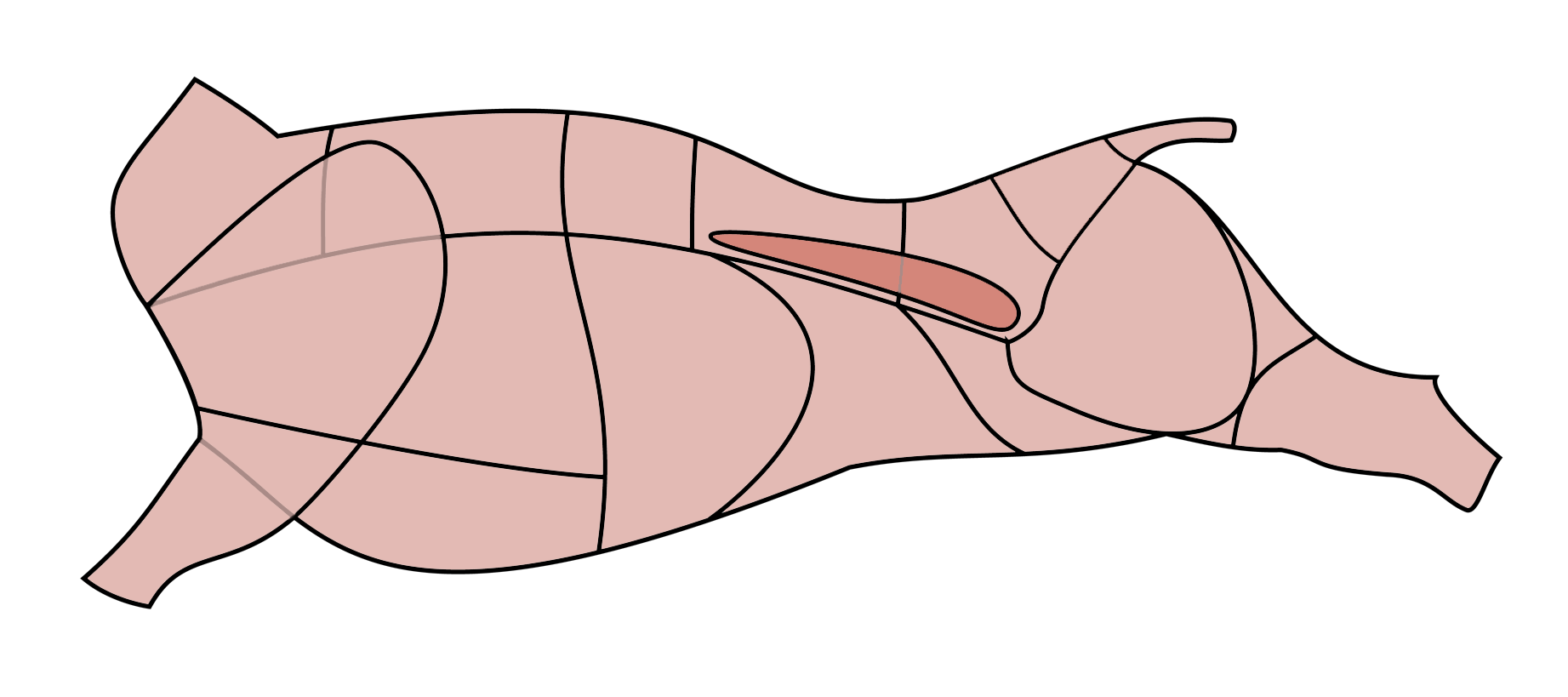
Говяжья вырезка на схеме разделки туши

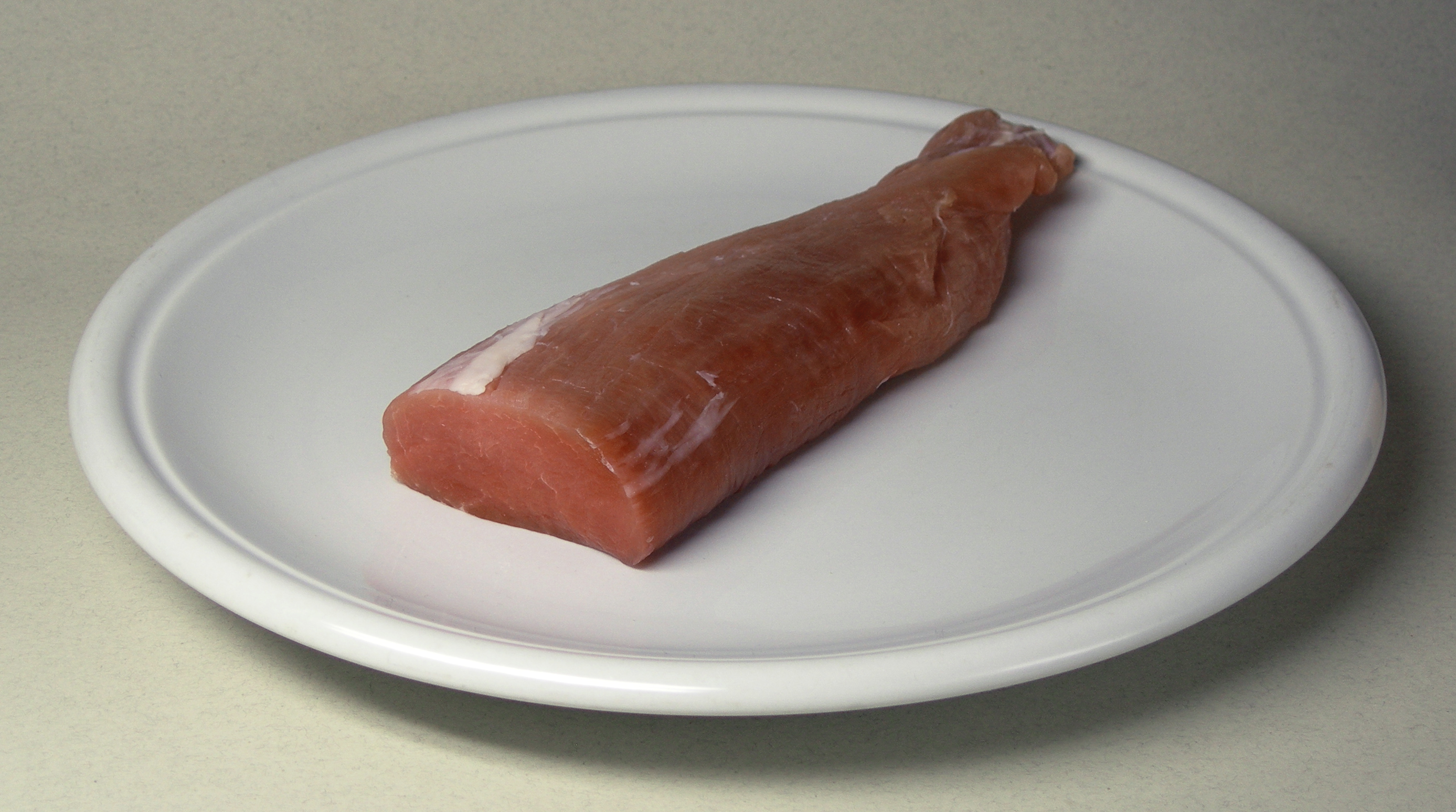
Свиная вырезка

Вы́резка (прямитина) находится в заднепоясничной части туши животного, является поясничной мышечной тканью, расположена над почками вдоль поясничных позвонков. В течение жизни животного данная мышечная ткань почти не получает физической нагрузки, поэтому является наиболее нежной и вкусной при приготовлении мяса. Вырезку получают из большого отруба — оковалка, аккуратно вырезая с внутренней стороны.
Наиболее ценной вырезкой считается говяжья, поскольку не в каждом регионе выращивают мясные породы коров, а говяжья вырезка всегда значительно нежнее остальных частей туши. Свиная же вырезка не намного нежнее корейки.
Чаще всего вырезку жарят, нарезая поперёк волокон небольшими медальонами, реже вырезку запекают. Варку или тушение использовать нерационально из-за высокой стоимости вырезки.